# Голяш, Григорий Иванович
Григорий Иванович Голяш (укр. Григорій Іванович Ґоляш; 19 августа 1910, Бышки, Цислейтания — 16 июня 1950, Львов) — украинский националист, в годы Второй мировой войны руководитель Подольского краевого провода Организации украинских националистов, военнослужащий 14-й дивизии СС «Галичина».

## Биография
Родился 19 августа 1910 в деревне Бышки в крестьянской семье. Член ОУН с 1932 года, до 1937 года был руководителем местного деревенского отделения ОУН, позднее стал военным референтом Бережанского повятового провода ОУН. После ввода советских войск бежал в польское Генерал-губернаторство Третьего Рейха, где до февраля 1941 года был полицаем в городе Стараховице.
В феврале 1941 года Голяш с группой националистов вернулся на территорию СССР, исполняя обязанности военного референта Бережанского окружного провода ОУН. Личный курьер и телохранитель Михаила Степаняка с 1941 по 1943 годы. В 1944 году вступил в 14-ю дивизию СС «Галичина», дослужившись до звания оберштурмфюрера СС. После разгрома дивизии под Бродами бежал и вернулся в ряды ОУН, до августа 1945 года — организационный референт Тернопольского областного провода ОУН. После войны Голяш с августа по октябрь 1945 года был руководителем пункта связи Подольского краевого провода, а затем был назначен специальным курьером Романа Шухевича по организации конспиративных квартир.
27 апреля 1950 Голяш при организации явки в пивной был арестован опергруппой МГБ. Безуспешно попытался покончить с собой во время ареста. Находился во внутренней тюрьме Управления МГБ Львовской области. Не желая идти на сотрудничество со следствием, 16 июня 1950 покончил с собой, выпрыгнув из окна. По заключению судебно-медицинской экспертизы, при падении Голяш получил смертельную травму головы, а также сломал обе ноги.
В 2002 году во Львове была открыта мемориальная доска в честь Голяша.